# 2020年天津市足球甲级联赛
2020年天津市足球甲级联赛，由天津足协主办、天视体育传媒有限责任公司协办，联赛阶段于2020年9月26日至2020年10月25日举行，升级附加赛于2020年12月12日举行，共十支球队参加，受新冠疫情影响采取赛会制。

## 比赛场地
- 东丽体育中心

## 升降级
- 参加2021赛季天津足球超级联赛球队： 天津富晟资产足球队、逸腾海天信美智彩

## 比赛

### 上半区

#### 第一轮
| 2020年9月26日 | 逸腾海天信美智彩 | 3 - 0    | 佰喜 | 天津                |
|               |                  | [ 战报 ] |      | 場館： 东丽体育中心 |

#### 第二轮
| 2020年10月2日 | 天津腾德投资钱记餐饮足球队 | 2 - 1    | 远翔 | 天津                |
| 14:00         |                            | [ 战报 ] |      | 場館： 东丽体育中心 |

| 2020年10月2日 | 天津獌狞足球队 | 0 - 3    | 逸腾海天信美智彩 | 天津                |
| 16:00         |                | [ 战报 ] |                  | 場館： 东丽体育中心 |

#### 半决赛
| 2020年10月8日 | 天津腾德投资钱记餐饮足球队 | 0 - 3    | 逸腾海天信美智彩 | 天津                |
| 14:00         |                            | [ 战报 ] |                  | 場館： 东丽体育中心 |

### 下半区

#### 第一轮
| 2020年9月26日 | 天津精诚一土足球队 | 2 - 5    | 天津富晟资产足球队 | 天津                |
|               |                    | [ 战报 ] |                    | 場館： 东丽体育中心 |

#### 第二轮
| 2020年10月2日 | 津城 | 3 - 0    | 天津众成体育足球队 | 天津                |
| 10:00         |      | [ 战报 ] |                    | 場館： 东丽体育中心 |

| 2020年10月2日 | 雷诺尔 | 0 - 0 (5 – 6 ) | 天津富晟资产足球队 | 天津                |
| 12:00         |        | [ 战报 ]       |                    | 場館： 东丽体育中心 |

#### 半决赛
| 2020年10月8日 | 津城 | 0 - 1    | 天津富晟资产足球队 | 天津                |
| 16:00         |      | [ 战报 ] |                    | 場館： 东丽体育中心 |

### 季军赛
| 2020年10月25日 | 天津腾德投资钱记餐饮足球队 | 4 - 2    | 津城 | 天津                |
|                |                            | [ 战报 ] |      | 場館： 东丽体育中心 |

### 决赛
| 2020年10月25日 | 天津富晟资产足球队 | 2 - 0    | 逸腾海天信美智彩 | 天津                |
|                |                    | [ 战报 ] |                  | 場館： 东丽体育中心 |

### 升级附加赛
| 2020年12月12日 | 天津富晟资产足球队（2021赛季冠军） | 3 - 1    | 津城（2020赛季亚军） | 天津                |
|                |                                    | [ 战报 ] |                      | 場館： 东丽体育中心 |

| 2020年12月12日 | 雷诺尔（2020赛季冠军） | 1 - 2    | 逸腾海天信美智彩（2021赛季亚军） | 天津                |
|                |                        | [ 战报 ] |                                  | 場館： 东丽体育中心 |